# Laponie
Pour les articles homonymes, voir Laponie (homonymie).
La Laponie (en same : Sápmi — en finnois : Lappi — en suédois :  Sameland / Lappland) est une région transnationale située dans le nord de la Fennoscandie, à cheval sur les territoires norvégien, suédois, finlandais et russe, dont les Samis sont le peuple autochtone.
Administrativement, la Laponie désigne aussi une province historique de la Suède (dans laquelle se trouve aujourd'hui la région de Laponie telle qu'inscrite au patrimoine mondial de l'UNESCO), ainsi qu'une région historique de Finlande.
Certaines légendes populaires désignent la Laponie comme l'endroit où habite le Père Noël. Un village a même été construit à son effigie près de Rovaniemi, en Finlande.

## Toponymie
Le mot « Laponie » est dérivé du terme péjoratif « Lapons » (porteurs de haillons en suédois), utilisé pour désigner les Samis.

## Géographie

### Situation
La Laponie est située en grande partie au-delà du cercle polaire arctique au Nord-Est de l’Europe. Elle coincide partiellement avec la calotte nordique. Le cap Nord est le point le plus septentrional de l'Europe (en fait, il est situé sur la petite île de Magerøya qui est toute proche du continent).

### Climat

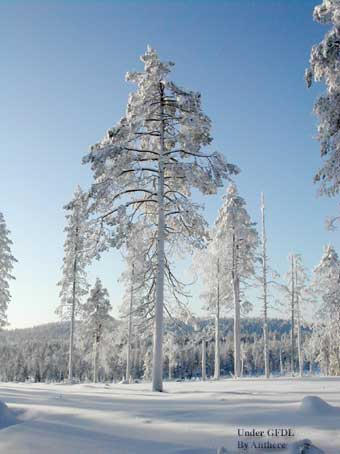
Paysage lapon en hiver.

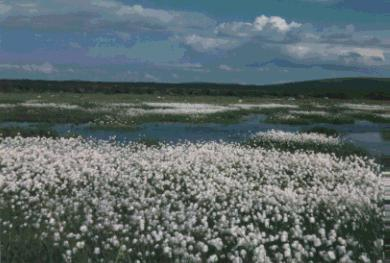
Paysage de Laponie en été.

La température en Laponie peut varier de -40 °C en hiver (à l'intérieur des terres) à +27 °C l'été. La végétation locale est essentiellement composée de taïga et de toundra. Cette région est bordée par l'Atlantique nord et l'océan glacial Arctique et « entrecoupée » par la mer Baltique. Le courant du Gulf Stream permet aux régions côtières (océaniques) de bénéficier de températures relativement clémentes en hiver (la mer n'y gèle jamais, et les ports sont donc utilisables toute l'année, sans la moindre présence d'icebergs, malgré la latitude). C'est pour cette raison que des villes comme Narvik, Tromsø, Alta, Hammerfest (la plus septentrionale du monde) ou Mourmansk y ont été bâties.

### Biodiversité

#### Faune
La Laponie abrite plusieurs espèces de mammifères prédateurs, tels que l'ours brun et le glouton, mais l'animal le plus emblématique de cette région est certainement le renne, dont l'effectif global peut être estimé à au moins 200 000 têtes.[réf. nécessaire]
Le glouton, seule espèce en fort petit nombre, s'attaque aux rennes femelles et aux petits. En Laponie, la perte de rennes du fait des prédateurs est compensée par une indemnisation. Mais celle-ci suppose que l'éleveur fournisse le badge que chaque animal porte à l'oreille. Le problème est que les gloutons arrachent et emportent en général la tête de leur proie.
Les Samis ont le droit de chasser quelques ours bruns sur le territoire, sauf dans les parcs nationaux.
On trouve également d'autres espèces, telles que le lièvre arctique, le renard arctique, le lemming ou encore le pygargue à queue blanche (population d'environ 100 couples).
Le lynx et le loup sont protégés, alors que le lagopède, « perdrix des neiges » au plumage blanc et à la queue noire l'hiver et marron l'été, est chassé pour sa viande. Le chien finnois de Laponie est une race de chien de berger originaire de la région.

#### Flore
On trouve en particulier la ronce petit-mûrier, appelée « lakka » en finnois, en particulier près du lac Inari. Les myrtilles sauvages et les airelles rouge font également parti des baies les plus communes en Laponie.

## Histoire

Le drapeau same.

Bien que la région soit également habitée par des Norvégiens, Suédois, Finlandais et Russes, le peuple autochtone est le peuple des Samis (également appelés péjorativement Lapons), peuple dont le mode de vie est fondé sur la transhumance des troupeaux de rennes (les Samis sont toutefois également chasseurs, pêcheurs et cueilleurs).
Des vestiges archéologiques témoignent de l’arrivée des premiers habitants en Laponie il y a 6 000 à 7 000 ans. La région était probablement occupée vers la fin de la dernière glaciation (environ 10 000 ans BP), mais aucune preuve n’a été trouvée à cet égard. Les établissements humains étaient composés de nomades vivant de la chasse et de la cueillette, et dont le principal moyen de subsistance était le renne sauvage. On trouve les traces de leur occupation sous la forme d’âtres et de fondations de maisons. La domestication du renne a commencé il y a environ deux mille ans. Elle a connu une évolution progressive et ce n’est qu’aux XVIe siècle et XVIIe siècle que la migration des Saamis avec des troupeaux de rennes a été pleinement établie en un cycle annuel,.
Ce peuple a été évangélisé par les Norvégiens et les premières églises de la région furent construites au XIIe siècle. Toutefois, l'évangélisation ne fut achevée que des centaines d'années plus tard, au XVIIIe siècle, et les croyances animistes traditionnelles subsistent toujours actuellement.

## Politique et administration

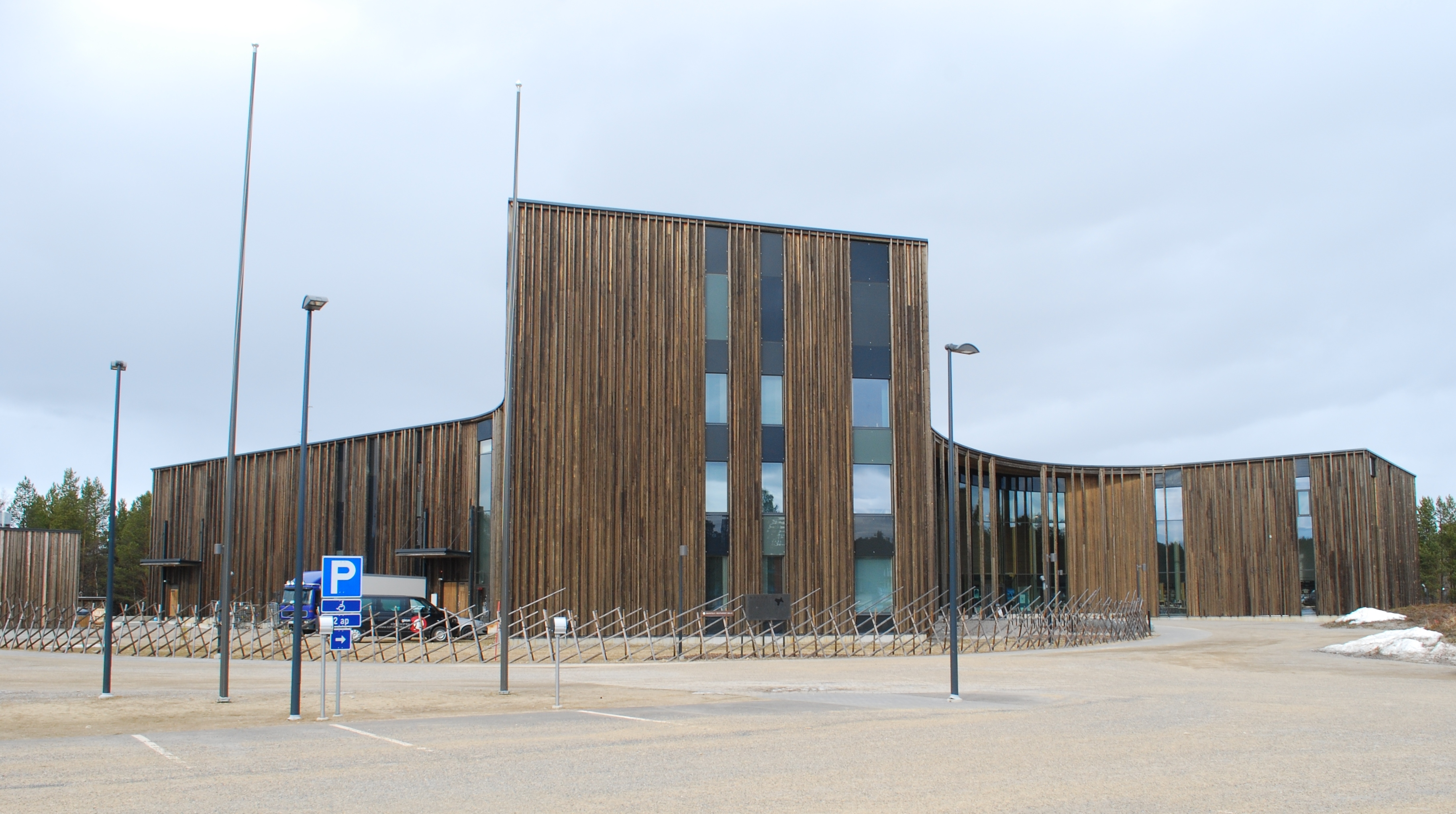
Centre culturel Samis SAJOS, village d'Inari.

Ces pays ont des statuts politiques différents : la Suède, la Norvège et le Danemark sont des monarchies, alors que l'Islande et la Finlande sont des républiques. Par ailleurs, si le Danemark, la Finlande et la Suède ont adhéré à l'Union européenne, ce n'est le cas ni de la Norvège ni de l'Islande. Tous sont membres de l'OTAN.
Ces pays disposent en revanche d'une institution commune, le conseil nordique et ont ratifié avant la convention de Schengen, dès la fin des années 1950, l'Union nordique des passeports, permettant une libre circulation de leurs citoyens sans contrôle aux frontières.

### Privilèges

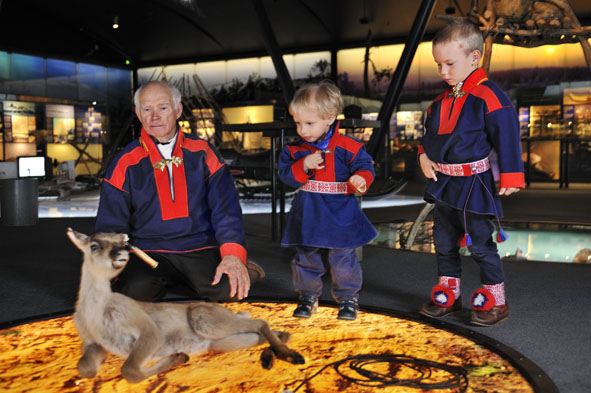
, Inari, Finlande.

Les Samis ont depuis 1971 des droits spéciaux de pêche, de chasse et de passage dans les zones protégées de Laponie pour leur permettre de conserver leur mode de vie,.

### Protection
La région de Laponie dans le nord de la Suède est classée sur la liste du patrimoine mondial en tant que site naturel et culturel depuis 1996 selon les critères N (I) (II) et (III) et C (III) et (IV). Cette zone comprend 940 000 hectares qui couvrent les espaces de migration des rennes.

## Économie

### Économie traditionnelle

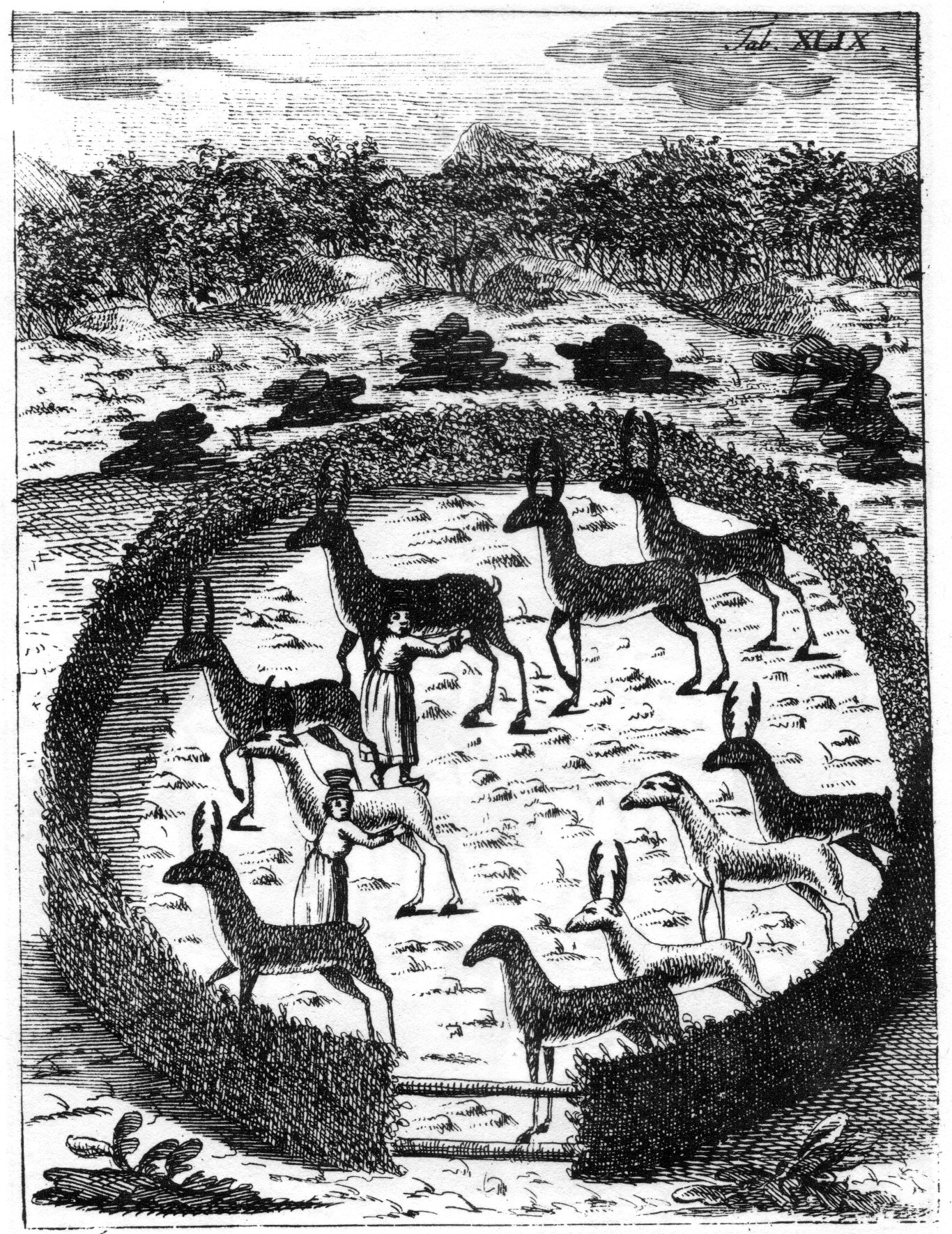
Sculpture sur cuivre, traite des rennes chez les Samis.

L'élevage du renne ne fait vivre aujourd'hui qu'une petite minorité des Sámi (environ 6 %). Ils élèvent les rennes (qui vivent de façon semi-sauvage) sur des territoires bien délimités et très réglementés. Le renne est le seul animal qui se nourrit principalement de lichens. Les Sámit (pluriel de Sámi en langue same) tirent en effet une quantité impressionnante de produits de cet animal ; aujourd'hui, le renne est principalement élevé pour sa viande et sa fourrure, mais aussi comme animal de trait puisqu'il sert à tirer les traîneaux (essentiellement à but touristique). Dans le passé, la peau de l'animal servait à fabriquer les tentes (lávvu) et les tendons à coudre les vêtements en fourrure, tandis que les os et bois de rennes permettaient la fabrication d'ustensiles et d'outils divers.

### Ruée minière dans le Grand Nord européen
La Laponie (terme auquel on préférera celui moins connoté négativement de Sápmi), correspond à la région habitée par les Samis en Norvège, en Suède, en Finlande et en Russie. Plus de 160 gisements de minéraux industriels (graphite, dolomite, quartz, etc.) et 600 de métaux (or, argent, zinc, cuivre, fer, etc.) y ont été identifiés, et une quarantaine de mines étaient en fonction début 2019. Cette activité est importante à l’échelle de l’Europe, puisque la région fournit 90 % du minerai de fer extrait dans le continent et 63 % de l’or. Elle l'est tout autant pour l’économie de ces régions qui souffrent de dépopulation : depuis 2016, la Laponie suédoise et finlandaise a perdu 1,5 % de ses habitants.

## Culture

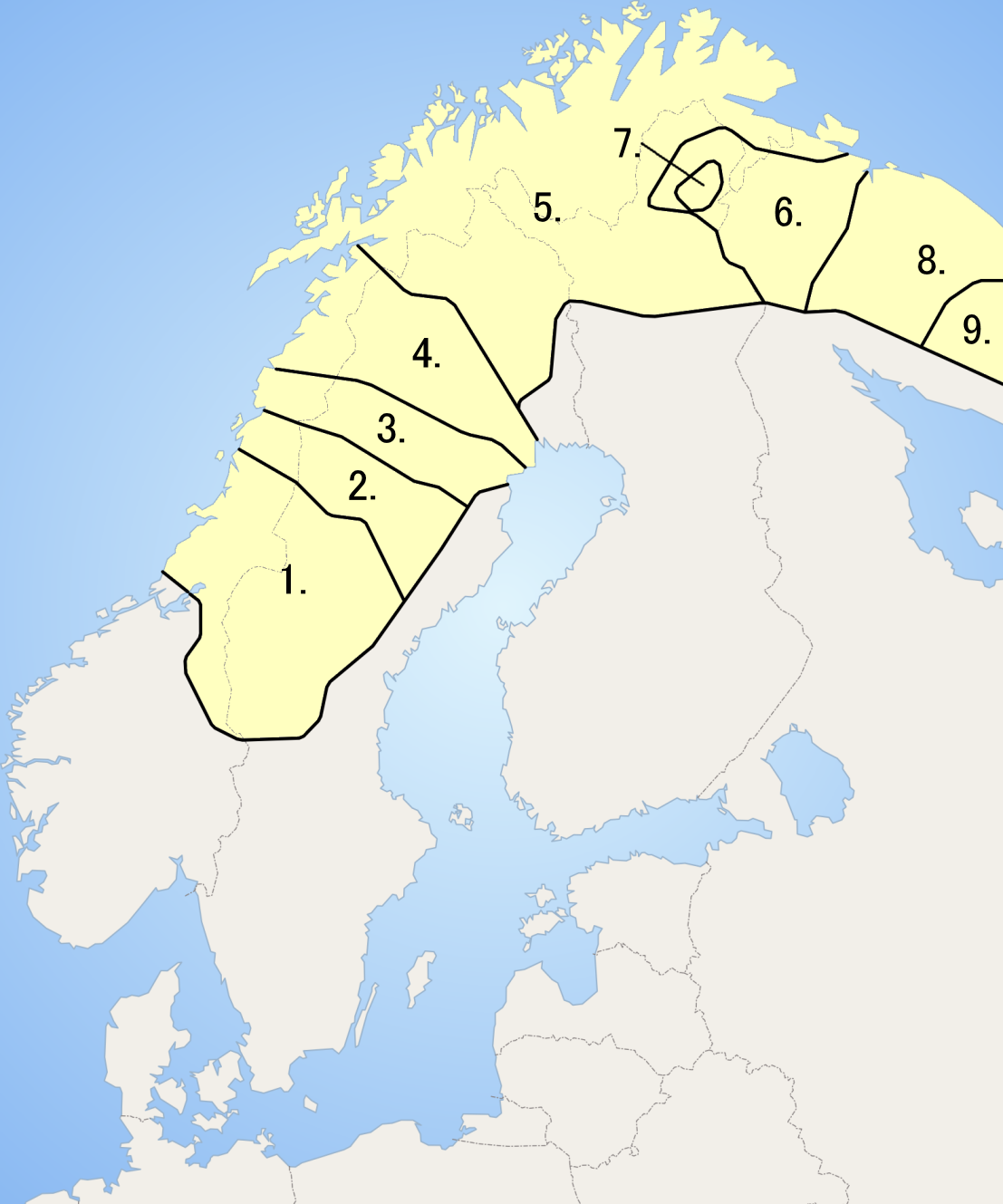
Carte des langues sames.

La culture samie est très spécifique,, avec une poésie, une musique, des légendes, un habitat particulier et des habitudes vestimentaires (comme les bellinger, pantalons en peau de pattes de renne, ou les skaller, chaussures faites avec la très solide peau de la tête des rennes ; skalle signifie « crâne » en norvégien).
Au XXIe siècle, l'élevage du renne ne fait vivre qu'une petite minorité des Sámi (environ 6 %). Ils élèvent les rennes qui vivent de façon semi-sauvage, sur des territoires bien délimités et très réglementés. Le renne est le seul animal qui se nourrit principalement de lichens. Les Sámit (pluriel de Sámi en Langues sames) tirent en effet une quantité impressionnante de produits de cet animal. Aujourd'hui, le renne est principalement élevé pour sa viande et sa fourrure, et pour ses capacités d'animal de trait puisqu'il sert à tirer les traîneaux.

Dans le passé, les Sámit fabriquaient leurs tentes lávvu avec leur peau, les tendons de renne étaient utilisés pour la couture des vêtements en fourrure, les os et bois de renne pour la fabrication d'ustensiles et d'outils divers.
Le joik est le chant traditionnel du peuple autochtone sami. Issu des traditions chamaniques, exécuté a cappella, parfois accompagné du tambour traditionnel, le joik est d’abord un chant à vocation spirituelle avant de devenir un mode d’expression du peuple sami à la fin du XXe siècle.
Les langues sames totalisent entre 20 000 et 35 000 locuteurs et comptent neuf variantes, dont la plupart ne sont pas intercompréhensibles,.

## Au cinéma
Le film Sisu : de l'or et du sang (titre original : Sisu) écrit et réalisé par Jalmari Helander, sorti en 2022 a comme toile de fond la Laponie à la fin de la Seconde Guerre mondiale.